# Bundesstraße 468
Pour les articles homonymes, voir Route 468.
La Bundesstraße 468 est une Bundesstraße du Land de Bavière.

## Géographie
C'est une liaison entre la Bundesstraße 8 à Waldbüttelbrunn et le village de Mädelhofen à la jonction de l'A 3. Après l'échangeur autoroutier, la route continue jusqu'à Helmstadt, mais elle est alors une Kreisstraße. Avec une longueur d'environ un kilomètre seulement, c'est l'une des autoroutes fédérales les plus courtes d'Allemagne.
Une autre particularité est que la désignation 468 n'apparaît nulle part sur les panneaux de signalisation de la route. La B 468 est indiquée uniquement sur l'autoroute, sur le panneau indiquant la sortie de Helmstadt.

## Source
- (de) Cet article est partiellement ou en totalité issu de l’article de Wikipédia en allemand intitulé « Bundesstraße 468 » (voir la liste des auteurs).

1. ↑  (de) « Bundesstraße 468: Sperrung bei Helmstadt am Wochenende », sur Main-Post, 2010 (consulté le 23 février 2022)